# Ancona
Ancona (do grego: Ἀγκών (Ankṓn), "cotovelo") é uma comuna italiana, capital da província homônima e da região de Marcas, com cerca de 100 402 habitantes. Estende-se por uma área de 123 km², tendo uma densidade populacional de 816 hab/km². Faz fronteira com Agugliano, Camerano, Camerata Picena, Falconara Marittima, Offagna, Osimo, Polverigi, Sirolo.

## Demografia
| Variação demográfica do município entre 1861 e 2011 |
|                                                     |
| Fonte: Istituto Nazionale di Statistica             |